# Masochism

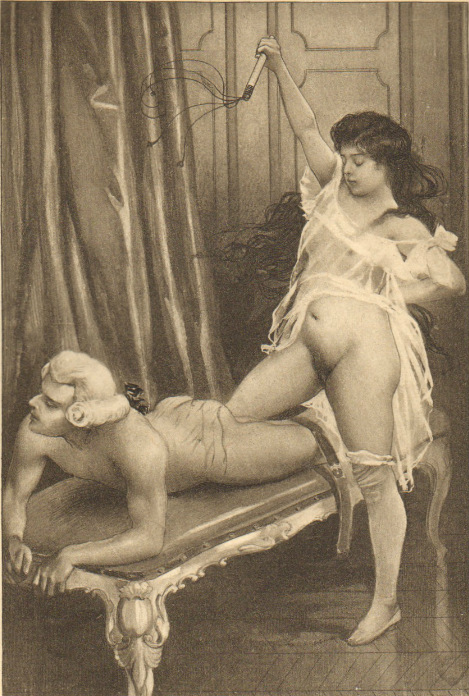
X Fanny fouette Mr. Barville, pictură de Édouard-Henri Avril (1907)

Masochismul este definit ca perversiune sexuală ce constă în a căuta plăcere în suferințe psihice și morale produse de partener. În realitate acceptarea unor suferințe de la partener sau de la comunitate nu se întâlnește numai în sfera sexualității. Este considerat masochist cel ce găsește plăcere în propria suferință, în decădere și umilire. Masochismul a fost atestat de istorie și literatură. Cuvântul masochism a fost folosit pentru prima dată de Krafft-Ebing, care l-a descris ca simptom al unei patologii sexuale psihiatrice inspirate din romanele austriacului Sacher-Masoch, ai căror eroi acceptă, dintr-o plăcere perversă, bătăi, umilințe și persecuții de la partenerele sexuale, simptom pe care Ebing l-a numit cu nume derivat de la numele autorului. De la asocierea cu sexualitatea provine conotația reținută de limbajul curent. Manifestări de acest tip au existat în toate timpurile, dar diferențierea lor de jertfire pentru o cauză bună s-a realizat după apariția noțiunii descrisă de psihiatrul austriac Ebing.
Pentru psihanaliză, masochismul constituie una dintre formele în care se poate angaja libidoul, și acesta mult mai frecvent decât ar da de gândit numărul destul de redus de masochiști în sensul trivial al termenului, adică de adulți care nu pot găsi o satisfacție sexuală decât dacă suferă din cauza unei anumite dureri. Pulsiunea sexuală capătă în mod curent în copilărie o dimensiune sadică sau masochistă. Mai exact, masochismul apare în copilărie ca o inversare a sadismului (activitate transformată în pasivitate) și o reîntoarcere spre propria persoană. Freud arăta de altfel că, la origine, sadismul vizează mai degrabă umilirea sau dominarea celuilalt. Tocmai prin inversarea masochistă senzația de durere se poate lega de excitația sexuală. Masochismul infantil cedează, în general, refulării. El subzistă în inconștient sub forma unor fantasme.
Freud a descris trei forme de masochism:
- de tip erogen, care produce excitație sexuală;
- de tip feminin, prezent la ambele sexe. La bărbați se prezintă sub formă de castrație simbolică cu origine în fantasmele din prima copilărie;
- de tip moral sau social, fără legătură cu libidoul, care se manifestă prin tendința subiectului de a accepta suferințe din partea celorlalți, de tipul: oferă obrazul ca să fie pălmuit, fără să conștientizeze comportamentul masochist. Există numeroase variante de comportament masochist.